# Puma (rod)
Puma je rod z čeledi kočkovitých (Felidae) a podčeledi malých koček (Felinae), jehož jediným žijícím druhem je puma americká (Puma concolor), ale může zahrnovat i několik málo známých fosilních zástupců ze Starého světa, jako je např. Puma pardoides (též jako „panter Owenův“). Známi jsou i fosilních zástupci z Nového světa, jako například Puma pumoides. Nejbližšími žijící příbuznými jsou gepardi, ještě bližší příbuzenské vztahy pak pumy mají s vymřelými americkými gepardy rodu Miracinonyx.
Dříve byla do tohoto rodu řazena menší kočkovitá šelma jaguarundi, ale po taxonomické revizi kočkovitých (IUCN/SSC Cat Specialist Group) z roku 2017 spadá  do monotypického rodu Herpailurus.

## Zástupci
- Puma concolor – puma americká
- †Puma pardoides
- †Puma lacustris
- †Puma pumoides
- †Puma incurva

## Puma americká
Puma americká (puma concolor) je jediným žijícím druhem rodu. Pumy jsou velké, skrytě žijící kočky. Navzdory své velikosti jsou příbuznější menším druhům kočkovitých šelem než třeba lvům nebo levhartům. Puma je nejpřizpůsobivější kočkovitá šelma Ameriky, na rozdíl od jiných druhů koček dokáže žít v různém prostředí.
Pumy se vyskytují v Severní i Jižní Americe a protože jsou velmi přizpůsobivé, lze je nalézt v mnoha různých biotopech; v horách, lesích, tropických džunglích, na pastvinách a cizí jim nejsou ani vyprahlé pouště. Nicméně s rostoucí lidskou populací a vlivem urbanizace jsou kočky čím dál častěji vytlačovány do menších a méně vhodných oblastí. Jejich vysoká přizpůsobivost jim však pravděpodobně umožní vyhnout se tomu, aby navždy zmizely z volné přírody.

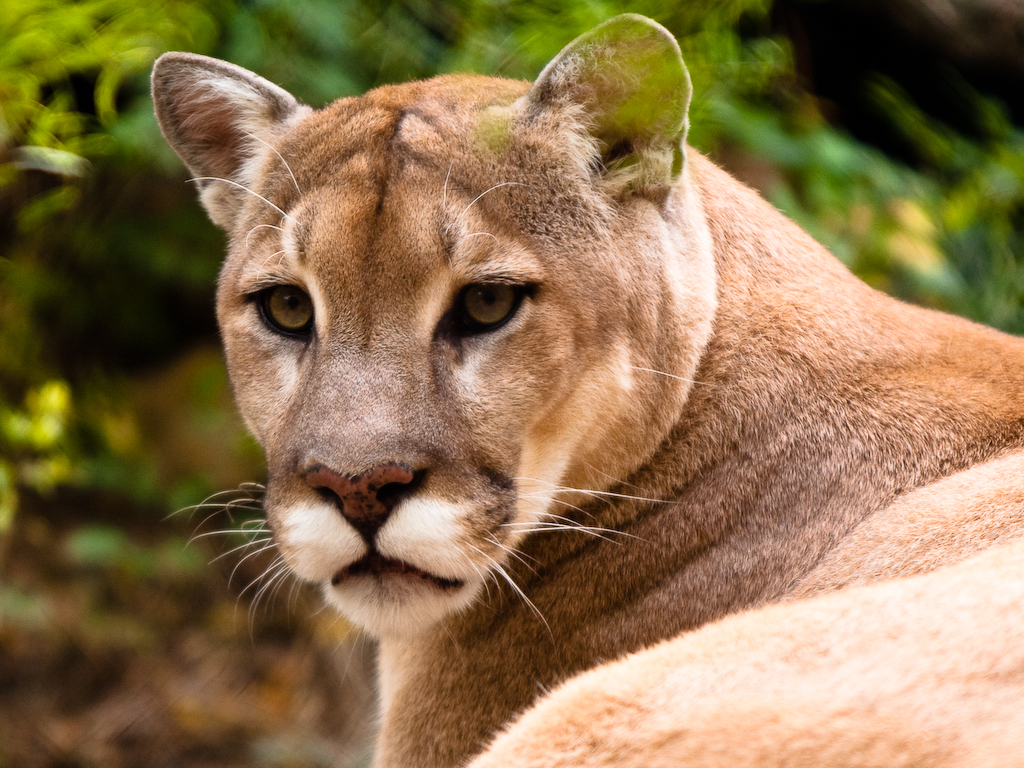
Puma americká, detail hlavy

Pumy jsou čtvrté největší šelmy v čeledi kočkovitých. Dospělí samci dosahují od čenichu po špičku ocasu délky kolem 250 cm a jejich tělesná hmotnost se pohybuje mezi 50 až 100 kg. Samice dosahují od čenichu k ocasu délky kolem 200 cm a tělesné hmotnosti mezi 30 až 65 kg. Na ocas připadá asi 60 až 90 cm. Hlavy těchto koček jsou kulaté, se vztyčenýma ušima. Mají silné přední končetiny, krk a čelisti, které jim pomáhají uchopit a udržet kořist. Zadní končetiny jsou delší než přední a proporcionálně nejmohutnější i nejdelší z čeledi kočkovitých, což jim dodává sílu k dlouhým skokům. Jsou to velmi silní a rychlí predátoři. Pumy dokážou vyskočit až pět metrů vysoko do vzduchu a horizontálně zřejmě až 14 metrů do dálky. Při sprintu dosahují rychlosti až 80 km/h.

V závislosti na poddruhu a místě výskytu se barva srsti pum pohybuje od hnědožluté po šedočervenou. Jedinci, kteří žijí v chladnějším podnebí, mají srst spíše šedou, než jedinci žijící v teplejším podnebí s červenějším nádechem srsti.

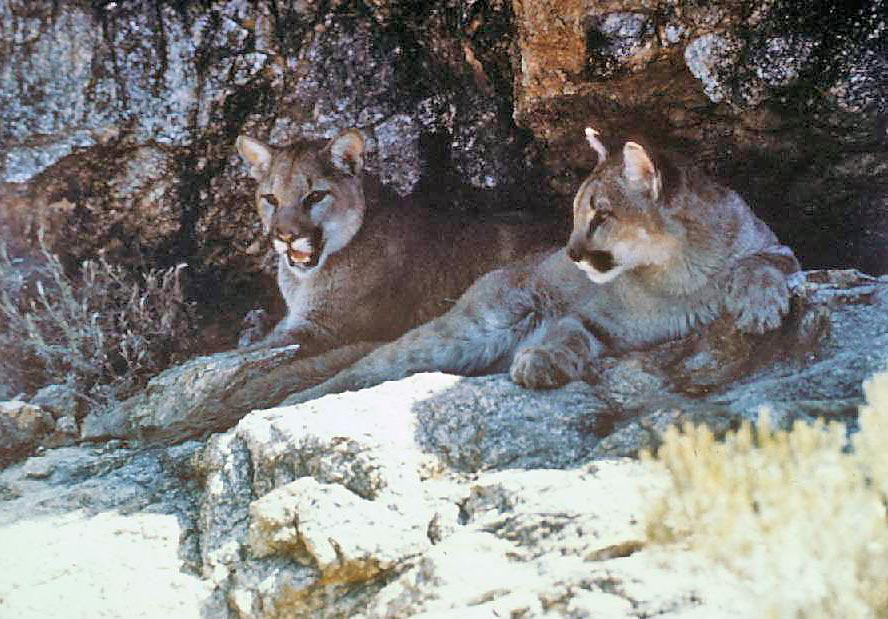
Pár v období rozmnožování

Pumy jsou obvykle samotáři a záměrně se setkávají jen v období páření, mláďata ale tráví poměrně dlouhou dobu s matkou. Jedinci při hledání potravy obývají rozsáhlý areál. Jsou schopni lovit v noci stejně efektivně jako ve dne. Vydávají také různé zvuky, které používají zejména při varování jiného jedince před opuštěním svého teritoria nebo v období páření při hledání partnera.
Pumy se živí rozmanitou zvířenou, neboť obývají různé biotopy. Krmí se prakticky vším, co dokážou ulovit – malým hmyzem, rybami, ptáky, menšími savci, nebo více než půltunovými kopytníky. V oblastech, kde je potravy nedostatek, napadají i hospodářská zvířata.
K období rozmnožování dochází různě. Březost samice trvá tři měsíce a výsledkem je vrh o velikosti až šesti koťat (obyčejně dvou až čtyř). Po páření se cesty samce a samice rozdělí; samec pokračuje v páření s dalšími samicemi, zatímco na samici spadá péče o koťata. Stejně jako většina ostatních kočkovitých šelem se koťata rodí slepá a zůstávají zcela bezmocná po dobu asi dvou týdnů, dokud se jim neotevřou oči. Koťata se rodí se skvrnami, aby se lépe skryla před predátory, ale v dospělosti je nakonec všechny ztratí. Koťata jsou schopna přijímat pevnou potravu ve věku dvou až tři měsíců a zůstávají s matkou více než rok. K prvnímu páření dochází ve věku dvou až čtyř let. Ve volné přírodě se dožívají většinou 8–12 let, v zajetí až 30 let.
Mezinárodní svaz ochrany přírody (IUCN) hodnotí druh jako málo dotčený, protože se vyskytuje na značně rozlehlém území, a i když o populaci pum víme stále velmi málo, považuje se za obecně početnou. Čelí však řadě hrozbám, zejména antropogenním zásahům do přírody a lovu ze strany člověka, a některé poddruhy či populace jsou dnes proto vážně ohroženy. V minulosti byly v důsledku toho i některé populace vyhubeny.